# Clathrotropis brunnea
Clathrotropis brunnea là một loài thực vật có hoa trong họ Đậu. Loài này được Amshoff miêu tả khoa học đầu tiên.